# Université catholique de Louvain

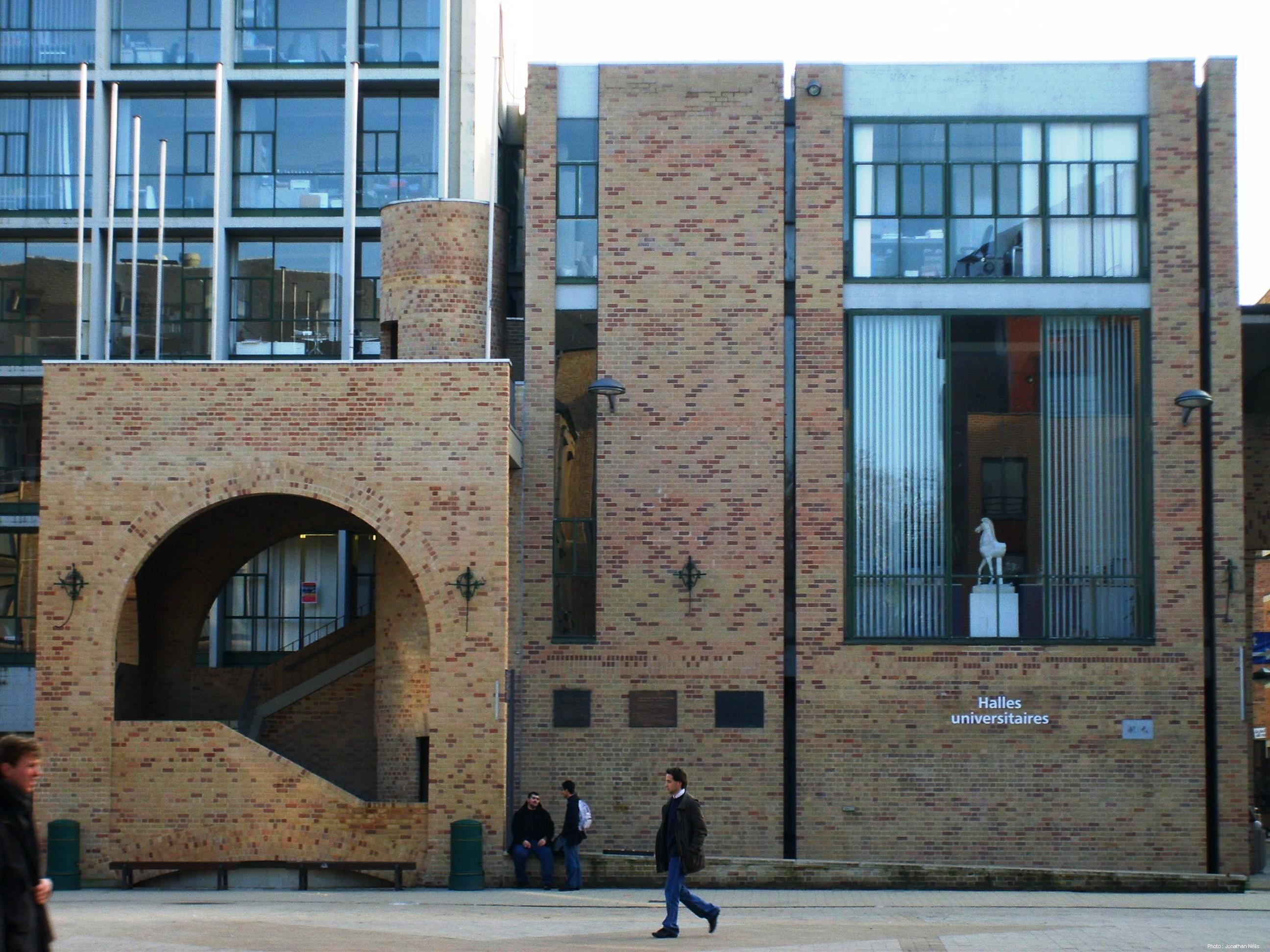
Les halles universitaires:
Sitz der zentralen Universitätsverwaltung

Die Université catholique de Louvain oder UCLouvain (deutsch Katholische Universität Löwen) ist eine freie katholische französischsprachige Universität mit Sitz in Louvain-la-Neuve (deutsch Neu-Löwen) in Belgien. Die medizinische Fakultät befindet sich in Woluwe-Saint-Lambert/Sint-Lambrechts-Woluwe in der Region Brüssel-Hauptstadt.
In ihrer heutigen Form entstand sie infolge der Spaltung der Katholischen Universität Löwen in eine niederländisch- und eine französischsprachige Hochschule im Jahr 1968 im Zuge des flämisch-wallonischen Konflikts. Die deutsche Übersetzung des Namens ist missverständlich, da sie auch auf die in Löwen verbliebene niederländischsprachige Katholieke Universiteit Leuven (Abkürzung K.U.Leuven) zutrifft. Beide Universitäten sehen sich allen geschichtlich bedingten Diskontinuitäten zum Trotz in einer Tradition Löwener Universitätsgeschichte, auf die sie sich in ihren Siegeln mit dem Hinweis auf das Gründungsdatum der ersten Löwener Universität von 1425 und in ihrer Selbstdarstellung berufen, auch wenn die Berechtigung dieses Traditionsbezuges nicht unbestritten geblieben ist.

## Geschichte
Zur Geschichte bis 1968 der Katholischen Universität Löwen, gegründet in Mecheln in 1834, siehe Hauptartikel Geschichte der Universitäten zu Löwen, die katholische Universität

## Die katholische Universität heute

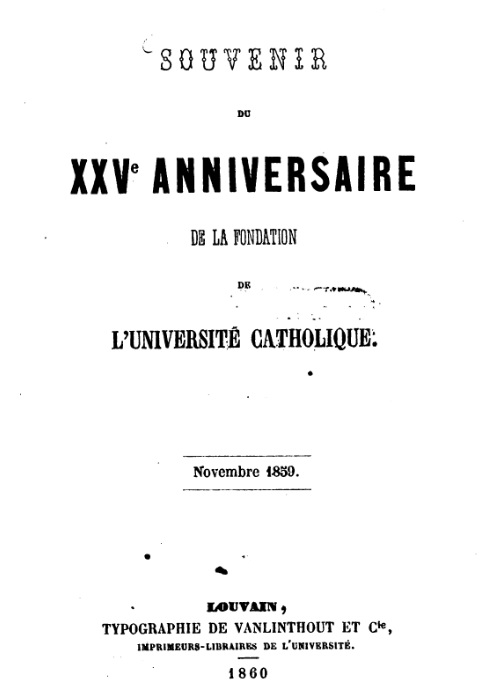
Buch zum 25. Jahrestag der Gründung der Katholischen Universität von Louvain am 3. November 1859.

Durch die neue Belgische Verfassung von 1831 war die Gründung der Katholischen Universität Mecheln möglich geworden. Nach der Schließung der Reichsuniversität wurde am 13. Oktober 1835 die Verlegung der Katholischen Universität Mecheln nach Löwen beschlossen. Die Stadt stellte der Universität sieben Gebäude der alten Universität, den botanischen Garten und das Krankenhaus St. Pieter zur Verfügung, die Bischofskonferenz verpflichtete sich im Gegenzug dazu, eine Universität zu errichten, „um so die berühmte Akademie, die ungefähr vier Jahrhunderte bestand, wieder aufleben zu lassen.“ Dabei setzte sich die katholische Universität in Löwen, obwohl zu diesem Zeitpunkt rein französischsprachig, sich für die Förderung der flämischen Kultur ein und bot zu dieser Zeit als einzige Universität Belgiens Unterricht über die niederländische Sprache an. Es gab aber auch die Forderung nach Unterricht in niederländischer Sprache. Ab 1911 wurden daher auf Initiative des Rektors Paulin Ladeuze (1870–1940) in jeder Fakultät einige Lehrveranstaltungen zweisprachig angeboten.

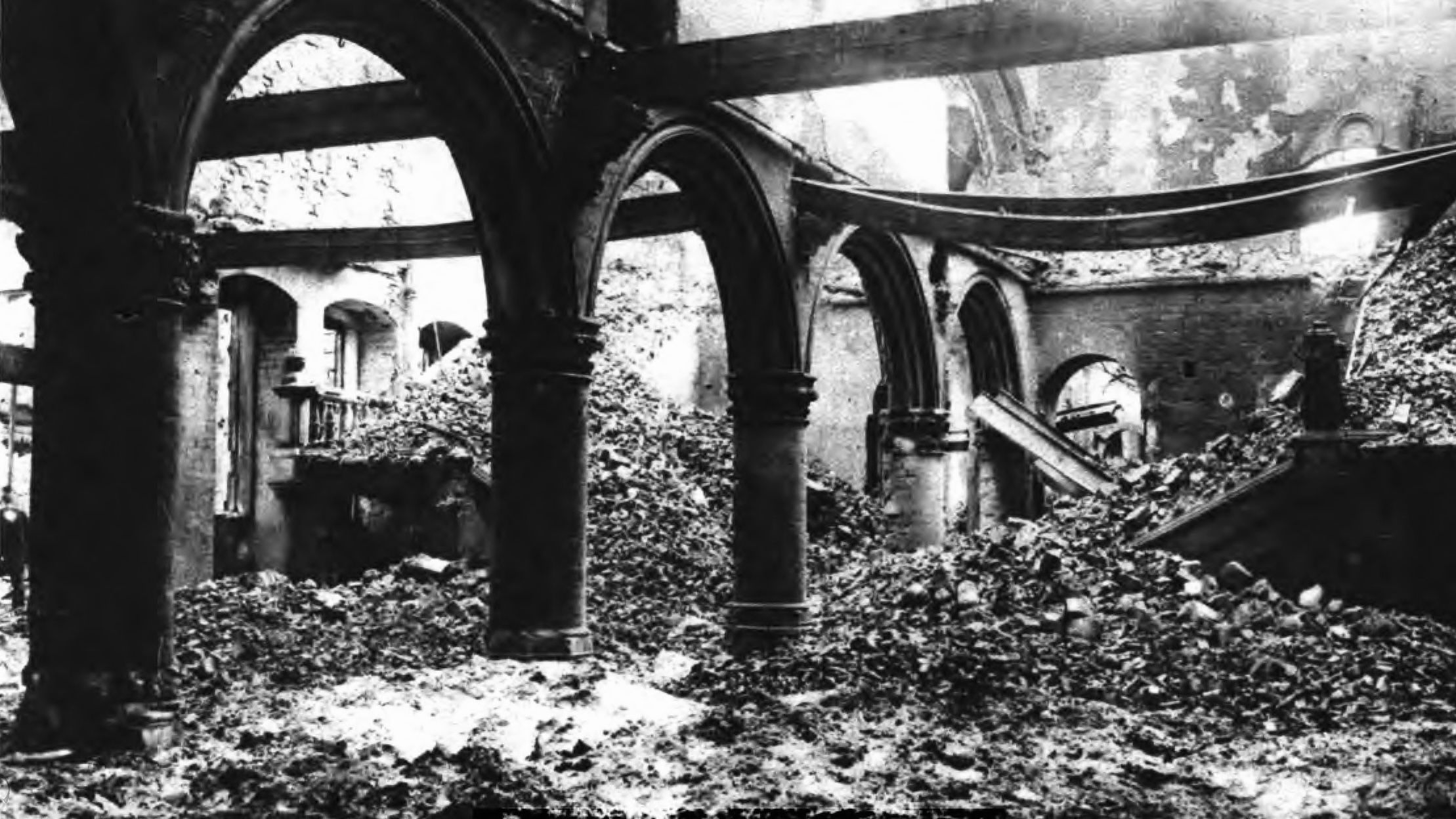
Die zerstörte Bibliothek in Löwen 1915

Während des Ersten Weltkriegs nahm die Universität schweren Schaden. Die Wiederherstellung der zerstörten Universitätsbibliothek und der Neuaufbau der Bestände dauerte Jahrzehnte. Die Universität ließ im Jahre 1920 zum ersten Mal Frauen zum Studium zu. Nach dem Ersten Weltkrieg wurden die Forderungen der Studenten nach Unterricht in niederländischer Sprache erneut lauter. Der Zweite Weltkrieg hatte für die Universität noch schwerere Folgen als der erste. In der Nacht vom 16. auf den 17. Mai 1940 wurde die Universitätsbibliothek zum zweiten Mal völlig zerstört und nur 15.000 ihrer 900.000 Bände konnten gerettet werden. Zahlreiche Universitätsgebäude wurden 1944 vollständig zerstört.
Die Spannungen zwischen den französisch- und den niederländischsprachigen Studenten, die in den 1930er-Jahren abgeflaut waren, nahmen in den 1950er-Jahren wieder zu. Die Löwener Universität war noch immer eine überwiegend französischsprachige Einrichtung, obwohl mittlerweile die Lehrveranstaltungen und auch die Verwaltung zweisprachig waren. 1960 überstieg zum ersten Mal die Zahl der flämischen Studenten die der französischsprachigen. Auf politischer Ebene wurde mit der Reform der Sprachgesetzgebung begonnen. Die französischsprachigen Professoren der Universität sahen sich dadurch zusehend in Bedrängnis und gründeten die „Association du corps académique et du personnel scientifique de l’Université de Louvain“ (ACAPSUL), als Gegenstück hierzu entstand ein Zusammenschluss flämischer Professoren. Im Anschluss an den Erlass der belgischen Sprachgesetze 1962/1963 reiften Überlegungen, den französischsprachigen Teil der Universität in die Wallonie zu verlegen.
Die Universität Löwen hatte sich inzwischen zur mit Abstand größten Universität in Belgien entwickelt, so dass 1965 einige Lehrangebote nach Woluwe-Saint-Lambert/Sint-Lambrechts-Woluwe und Kortrijk ausgelagert wurden. Im Dezember 1965 nahm nach Studentenunruhen eine Kommission ihre Arbeit auf, die sich unter dem Vorsitz der Professoren Edward Leemans und Xavier Aubert mit der Umstrukturierung der Universität befasste. Sie kam nach dreimonatiger Arbeit zu unterschiedlichen Ergebnissen: Während sich die französischsprachigen Mitglieder gegen eine Verlegung in die Wallonie aussprachen, wurde dies von den flämischen Mitgliedern befürwortet. Die belgische Bischofskonferenz benannte in der Folge Pieter De Somer als Prorektor des niederländischsprachigen Teils und Professor Edward Leemans als Generalkommissar der Universität, beide Laien und flämisch gesinnt. Die Studentenunruhen dauerten trotzdem an. Im französischsprachigen Lager begann sich die Einsicht durchzusetzen, dass sich eine Teilung nicht mehr vermeiden lasse. Im Herbst 1968 wurde die Teilung in die Katholieke Universiteit Leuven und die Université catholique de Louvain beschlossen.
In monatelangen Verhandlungen wurde über die Modalitäten der Trennung beraten, insbesondere über die Entschädigungszahlungen, welche die Université catholique de Louvain für die in Löwen zurückgelassenen Gebäude und Einrichtungen erhalten solle. Für die Université catholique de Louvain wurde ab 1971 bei Ottignies eine neue Planstadt südlich der Sprachgrenze, Louvain-la-Neuve („Neu-Löwen“), errichtet, die erste belgische Neugründung einer Stadt seit dreihundert Jahren. Louvain-la-Neuve bildet heute mit Ottignies die Stadt Ottignies-Louvain-la-Neuve. Per Gesetz erhielten beide Universitäten am 28. Mai 1970 Rechtspersönlichkeit.

## Die Universität heute

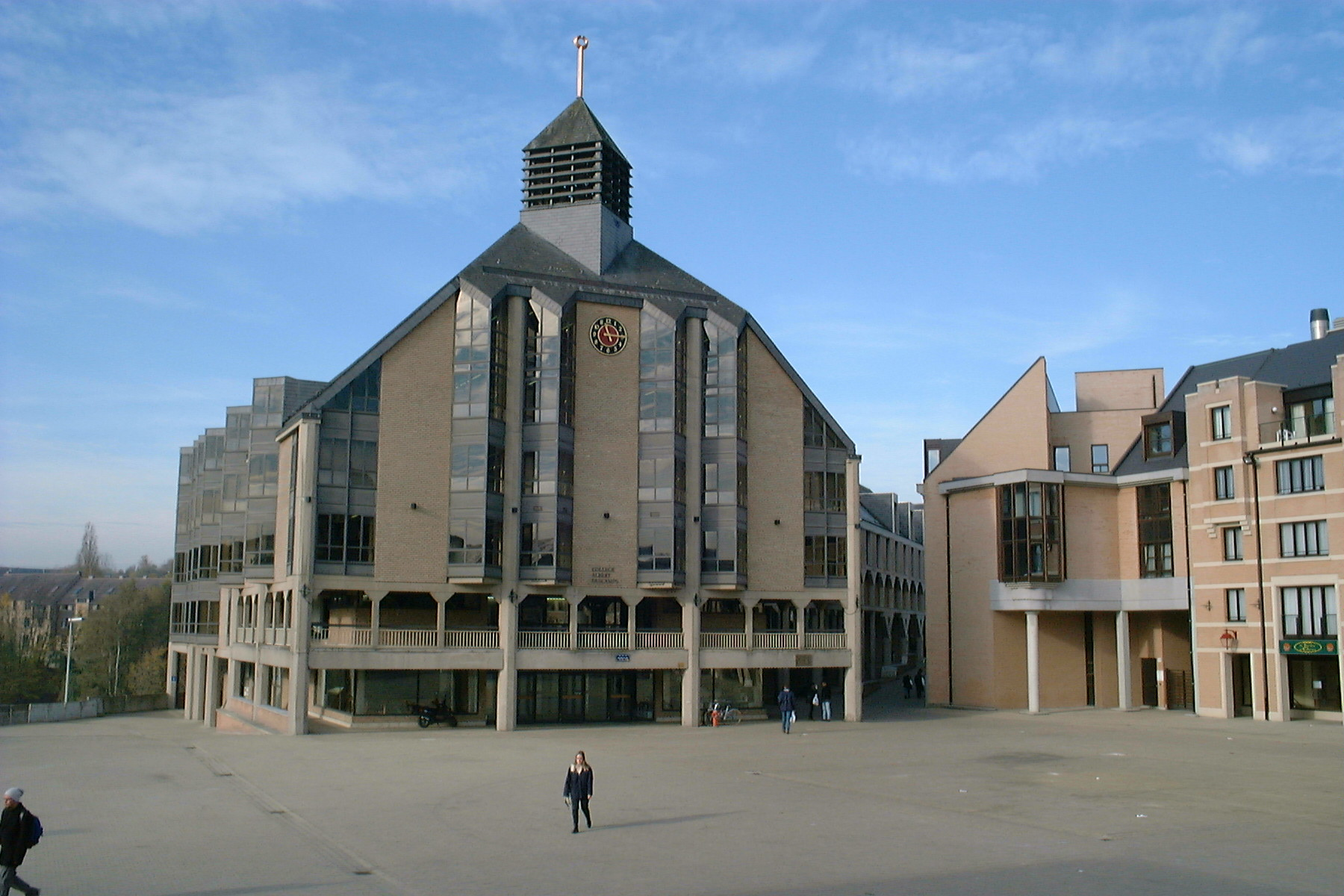
Université catholique de Louvain, theologische Fakultät

Heute ist die Université catholique de Louvain mit 30.760 Studierenden die größte französischsprachige Universität Belgiens. Jedoch ist die UCLouvain mit dieser Zahl immer noch wesentlich kleiner als die KUL (Katholieke Universiteit Leuven), die fast 37.000 Studenten zählt. Die UCLouvain hat 5.000 Beschäftigte und die Bibliotheken beherbergen über 2 Millionen Bücher. Es gibt 10 Fakultäten:
- Theologische Fakultät
- Philosophische Fakultät
- Rechtswissenschaftliche Fakultät
- Fakultät für Wirtschafts-, Sozial- und Politikwissenschaften
- Geisteswissenschaftliche Fakultät
- Fakultät für Psychologie und Erziehungswissenschaften
- Medizinische Fakultät
- Naturwissenschaftliche Fakultät
- Fakultät für angewandte Wissenschaften
- Fakultät für angewandte Bio-, Agro- und Umweltwissenschaften

## Rektoren
Nach der Teilung leiteten folgende Rektoren die Université catholique de Louvain:
- Édouard Massaux (1969–1986)
- Pierre Macq (1986–1995)
- Marcel Crochet (1995–2004)
- Bernard Coulie (2004–2009)
- Bruno Delvaux (2009–2014)
- Vincent Blondel (2014-)

## Alumni
Ausführlicher dazu: Liste bekannter Persönlichkeiten der Universität Löwen
- Georges Lemaître (1894–1966), Begründer der Urknalltheorie
- Christian de Duve (1917–2013), belgischer Biochemiker, Zellforscher und Nobelpreisträger
- Serge Brammertz (* 1962), Chefankläger des Internationalen Strafgerichtshofs für das ehemalige Jugoslawien
- Rafael Correa (* 1963), von 2007 bis 2017 Präsident von Ecuador
- Olivier de Schutter (* 1968), Rechtswissenschaftler und Menschenrechtsexperte, seit 1999 selbst Professor an der UCLouvain

## Ehrendoktoren (Auswahl)

### Vor der Teilung
- Konrad Adenauer (1958)
- Robert Schuman (1958)

### Nach der Teilung
- Sir Yehudi Menuhin (1989)
- Boutros Boutros-Ghali (1992)
- Aung San Suu Kyi (1998)
- Lionel Jospin (1999)
- Romano Prodi (1999)
- Robert E. Ricklefs (2000)
- Carla Del Ponte (2002)
- Pascal Lamy (2003)
- Souhayr Belhassen (2008)
- Monica Nève (2008)
- Bertrand Piccard (2008)
- Jacques Piccard (2008)
- André Brink (2015)
- Edeltraud Hanappi-Egger (2019)